# Milán–Turín 2023
104. ročník jednodenního cyklistického závodu Milán–Turín se konal 15. března 2023 v Itálii. Vítězem se stal Nizozemec Arvid de Kleijn z týmu Tudor Pro Cycling Team. Na druhém a třetím místě se umístili Kolumbijec Fernando Gaviria (Movistar Team) a Nizozemec Casper van Uden (Team DSM). Závod byl součástí UCI ProSeries 2023 na úrovni 1.Pro.

## Týmy
Závodu se zúčastnilo 10 z 18 UCI WorldTeamů a 7 UCI ProTeamů. Každý tým přijel se sedmi závodníky kromě týmů Israel–Premier Tech a Trek–Segafredo s pěti jezdci. Mike Teunissen (Intermarché–Circus–Wanty) neodstartoval, na start se tak postavilo 114 jezdců. Do cíle v Orbassanu dojelo 113 z nich.
UCI WorldTeamy
- AG2R Citroën Team
- Astana Qazaqstan Team
- Arkéa–Samsic
- Bora–Hansgrohe
- EF Education–EasyPost
- Intermarché–Circus–Wanty
- Movistar Team
- Team DSM
- Team Jayco–AlUla
- Trek–Segafredo

UCI ProTeamy
- Bingoal WB
- Eolo–Kometa
- Green Project–Bardiani–CSF–Faizanè
- Israel–Premier Tech
- Q36.5 Pro Cycling Team
- Team Corratec
- Tudor Pro Cycling Team

## Výsledky
| Pořadí | Jezdec                  | Tým                    | Čas        |
| ------ | ----------------------- | ---------------------- | ---------- |
| 1      | Arvid de Kleijn (NED)   | Tudor Pro Cycling Team | 3h 59' 02" |
| 2      | Fernando Gaviria (COL)  | Movistar Team          | + 0"       |
| 3      | Casper van Uden (NED)   | Team DSM               | + 0"       |
| 4      | Itamar Einhorn (ISR)    | Israel–Premier Tech    | + 0"       |
| 5      | Matteo Moschetti (ITA)  | Q36.5 Pro Cycling Team | + 0"       |
| 6      | Nacer Bouhanni (FRA)    | Arkéa–Samsic           | + 0"       |
| 7      | Jordi Meeus (BEL)       | Bora–Hansgrohe         | + 0"       |
| 8      | Andrea Vendrame (ITA)   | AG2R Citroën Team      | + 0"       |
| 9      | Jon Aberasturi (ESP)    | Trek–Segafredo         | + 0"       |
| 10     | Dylan Groenewegen (NED) | Team Jayco–AlUla       | + 0"       |